# Amblypsilopus wongabelensis
Amblypsilopus wongabelensis är en tvåvingeart som beskrevs av Daniel J. Bickel 1994. Amblypsilopus wongabelensis ingår i släktet Amblypsilopus och familjen styltflugor. Inga underarter finns listade i Catalogue of Life.